# Garypinus asper
Garypinus asper es una especie de arácnido del orden Pseudoscorpionida de la familia Olpiidae.

## Distribución geográfica
Se encuentra en Israel y Turquía.